# 戸井田園子
戸井田 園子（といだ そのこ、1962年または1963年 - 2020年5月17日）は、日本の家電コーディネーター、照明コンサルタント。2003年からAllAboutの家電ガイドなどを務めたほか、TBSラジオ「ジェーン・スー 生活は踊る」内のコーナー「スーさん、コレいいよ」にレギュラー出演していた。

## 人物
1985年に大手プレハブメーカーに入社しインテリアコーディネート担当。インテリア研究所を経て、商品企画部に入社。2000年に退社、独立後はインテリア・家電コーディネーターとして活躍した。
商品の価格、性能、デザインなどを総合的に比較して見極めるた消費者目線のアドバイスでテレビや雑誌などメディアからの信頼も厚く、2003年からAllAboutの家電ガイドを務めたほか、GetNaviや日経woman、オレンジページ、GLOW、Senka21など多くの連載も担当した。
2016年10月11日から12月20日までTBSテレビ系で放送された「火曜ドラマ」『逃げるは恥だが役に立つ』では、星野源が演じる津崎平匡宅の家電監修も行った。
2020年5月17日9時33分に脳卒中のため死去したことを自身のFacebookを通し、息子で家電評論家の戸井田満樹が発表した。57歳没。
家電芸人としてもGetNaviで連載を行っていた土田晃之は自身のラジオ番組『土田晃之 日曜のへそ』内で追悼するコメントを出した。。